# Fikret Orman
Fikret Orman (Istambul, 4 de novembro de 1967) é um  empresário, engenheiro civil e dirigente desportivo, 33º  presidente do clube de futebol turca Beşiktaş.